# Нојштат (Вид)
Нојштат (њем. Neustadt) општина је у њемачкој савезној држави Рајна-Палатинат. Једно је од 62 општинска средишта округа Нојвид. Према процјени из 2010. у општини је живјело 6.404 становника. Посједује регионалну шифру (AGS) 7138044.

## Географски и демографски подаци
Нојштат се налази у савезној држави Рајна-Палатинат у округу Нојвид. Општина се налази на надморској висини од 175 метара. Површина општине износи 35,8 km². У самом мјесту је, према процјени из 2010. године, живјело 6.404 становника. Просјечна густина становништва износи 179 становника/km².